# Empidonax occidentalis
Az Empidonax occidentalis a madarak (Aves) osztályának a verébalakúak (Passeriformes) rendjébe a királygébicsfélék (Tyrannidae) családjába tartozó faj.

## Előfordulása
Kanada, az Amerikai Egyesült Államok és Mexikó területén honos.

## Alfajai
- Empidonax occidentalis hellmayri Brodkorb, 1935
- Empidonax occidentalis occidentalis Nelson, 1897

## Megjelenése
Testhossza 13-17 centiméter.